# Ostrowiec Świętokrzyski (stacja kolejowa)

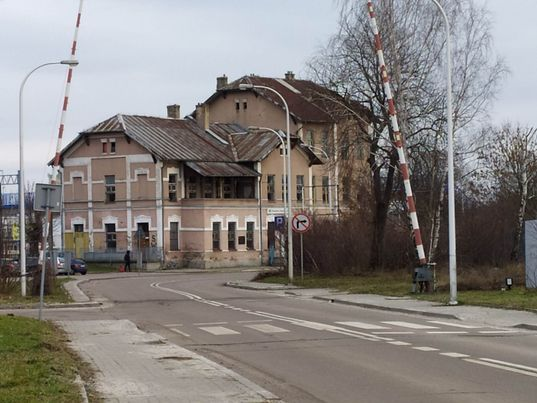
Dworzec PKP od strony ulicy Kolejowej

Ostrowiec Świętokrzyski – stacja kolejowa w Ostrowcu Świętokrzyskim, w województwie świętokrzyskim, w Polsce. 

## Ruch pasażerski
| Rok  | Wymiana pasażerska na dobę |
| ---- | -------------------------- |
| 2017 | 500-699                    |
| 2022 | 500-699                    |

Budynek dworca powstał w 1885 r. Uroczyste otwarcie linii kolejowej od Ostrowca miało miejsce 15 stycznia 1885. Była to wówczas stacja końcowa odnogi Kolei Iwanogrodzko-Dąbrowskiej. W późniejszym okresie linia została przedłużona do Bodzechowa, a w 1915 do Sandomierza. Wokół stacji kolejowej wyrosło osiedle, które w 1907 r. miało 16 domów i było zamieszkiwane przez 249 osób.   